# Norman Island

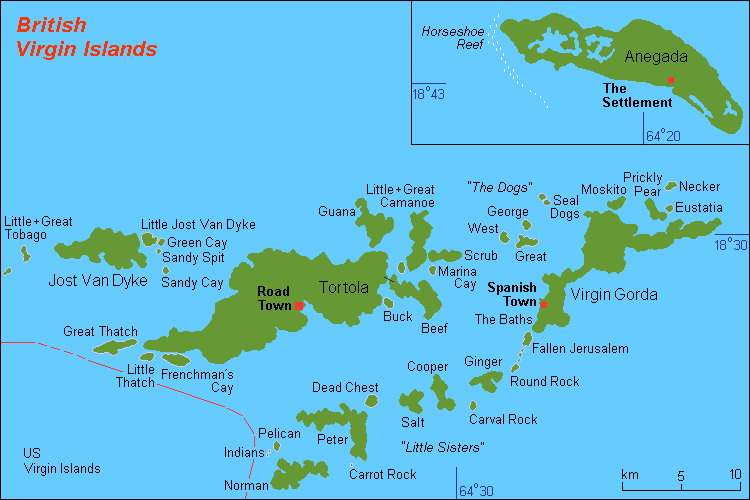
Brittiska Jungfruöarna

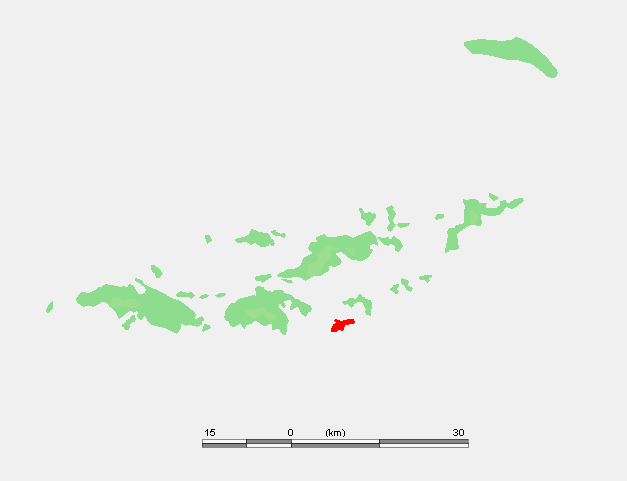
Lägeskarta

Norman Island (engelska Norman Island) är en ö i ögruppen Brittiska Jungfruöarna i Västindien som tillhör Storbritannien.

## Geografi
Norman Island ligger i Karibiska havet ca 11 km söder om huvudön Tortola och cirka 2 km sydväst om Peter Island som den sydligaste ön i ögruppen. Utanför öns norra del ligger även småöarna Flanagan Island, The Indians och Pelican Island.
Ön är av vulkaniskt ursprung och har en areal om ca 2,4 km² med en längd på ca 4 km och ca 0,6 km bred. Den högsta höjden är Norman Hill på ca 130 m ö.h.
Den numera helt privatägda ön saknar bofast befolkning men vid viken The Bight på öns nordvästra del finns en turistanläggning.
Ön kan endast nås med fartyg och är ett populärt utflyktsmål.

## Historia
Norman Island upptäcktes 1493 av Christofer Columbus under sin andra resa till Nya världen.
Namnet lär härstamma från en pirat under 1700-talet.
1672 införlivades ön i den brittiska kolonin Antigua.
1773 blev ön tillsammans med övriga öar till det egna området Brittiska Jungfruöarna.
1883 skrev Robert Louis Stevenson sin bok "Treasure Island" (Skattkammarön) som lär har inspirerats av Norman Island.
Ön köptes av den tysk/amerikanske vetenskapsmannen och företagaren Dr Henry Jarecki och nu är hela ön privatägd.
Idag är turism öns enda inkomstkälla.